# Limnephilus subcentralis
Limnephilus subcentralis là một loài Trichoptera trong họ Limnephilidae. Chúng phân bố ở miền Cổ bắc.